# 다니무라 겐이치
다니무라 겐이치(일본어: 谷村 憲一, 1995년 1월 26일 ~ )는 일본의 축구 선수이다.

## 구단 경력
그는 2013년부터 2018년까지 J리그의 몬테디오 야마가타, 가이나레 돗토리, 그루자 모리오카에서 활동하였다.